# Нефтяной двигатель

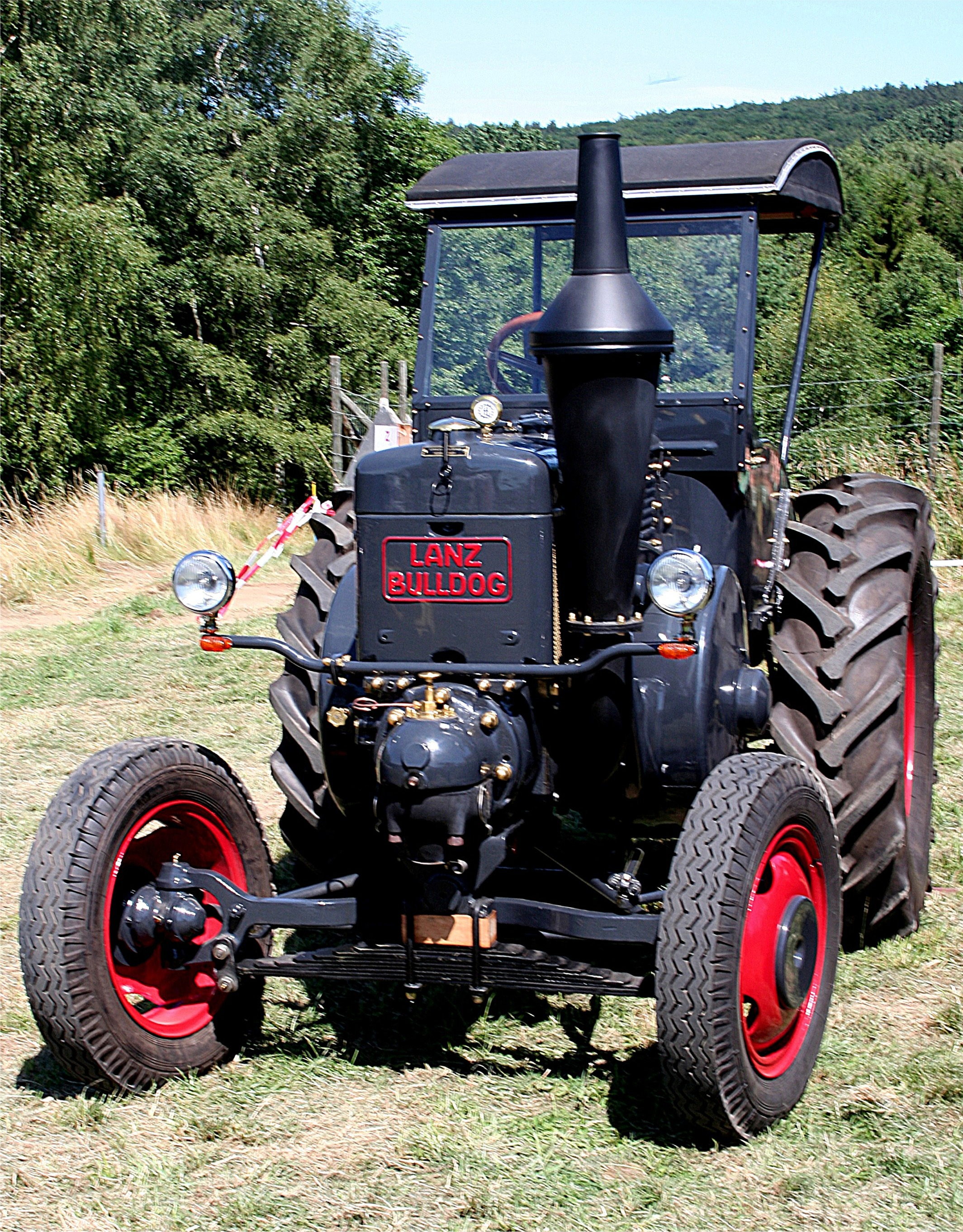
Трактор Lanz Bulldog с одноцилиндровым двухтактным нефтяным двигателем. В передней части виден кожух калоризатора

Нефтяной двигатель (также керосиновый двигатель, двигатель с калильной головкой, калоризаторный двигатель, полудизель) — двигатель внутреннего сгорания, воспламенение топлива в котором происходит в специальной калильной головке — калоризаторе. Двигатель может работать на различных видах топлива: керосине, лигроине, дизельном топливе, сырой нефти, растительном масле и т. д.

## История
Калоризаторный двигатель изобрёл англичанин Герберт Акройд-Стюарт. В 1886 году были выпущены первые опытные образцы, а в 1891 году начался серийный выпуск на фабрике Richard Hornsby & Sons, производящей сельскохозяйственные машины. Из-за определённого сходства в конструкции (применение непосредственного впрыска топлива) и принципе работы (воспламенение при сжатии) этот двигатель стал объектом патентных споров с Рудольфом Дизелем.
В России двухтактные нефтяные двигатели также известны под названием «болиндер» (от J & CG Bolinders Mekaniska Verkstad AB — названия фирмы, поставлявшей такие двигатели).

## Устройство и принцип действия

Устройство двухтактного нефтяного двигателя:
1 — калильная головка;
2 — цилиндр;
3 — поршень;
4 — картер

Нефтяной двигатель может быть как двухтактным, так и четырёхтактным, но большинство из них были двухтактными с кривошипно-камерной продувкой, что упрощало конструкцию и эксплуатацию — так, направление вращения двигателя задавалось направлением при пуске. Основной особенностью данного типа двигателей является калильная головка (калоризатор), закрытая теплоизоляционным кожухом. Перед запуском двигателя калоризатор должен быть нагрет извне до высокой температуры любым доступным способом, например, при помощи паяльной лампы, факела, или установленной на двигателе корзинки с раскалённым древесным углем. Впоследствии вместо горелки для прогрева калильной головки стала использоваться электрическая спираль.
При работе двигателя в ходе такта впуска в калильную головку через форсунку подаётся топливо (обычно в момент прохождения поршнем нижней мёртвой точки), где сразу же испаряется, однако не воспламеняется, так как калильная головка в момент срабатывания форсунки заполнена отработавшими газами и в ней недостаточно кислорода для поддержания горения топлива. Лишь незадолго до того, как поршень придёт в верхнюю мёртвую точку, в головку из цилиндра поступает богатый кислородом сжатый поршнем свежий воздух, в результате чего пары топлива воспламеняются.
Степень сжатия у подобных двигателей гораздо ниже, чем у дизельных — не более 8. К тому же топливо, в отличие от дизельного двигателя, поступает не в конце такта сжатия, а во время впуска, что позволяет применять топливный насос более простой конструкции, рассчитанный на сравнительно небольшое давление (обычно не более 30-40 атм).
Момент воспламенения топлива зависит от температуры калильной головки, которая в процессе работы может изменяться. Для управления опережением воспламенения мог использоваться впрыск воды.

## Достоинства
- Простота конструкции, надёжность, нетребовательность к уходу;
- Возможность работы на разных видах топлива (вплоть до отработанного моторного масла) без перенастройки, «всеядность» — работает практически на любой горючей жидкости, от тяжёлого бензина (лигроина) до мазута и «отработки»;
- Двухтактные нефтяные двигатели могут работать при любом направлении вращения маховика, для реверсирования необходимо плавно снижать обороты до тех пор, пока очередная вспышка топлива не произойдёт раньше, чем поршень подойдёт достаточно близко к верхней мёртвой точке, после чего маховик останавливается и начинает вращение в обратную сторону.

## Недостатки
- Необходимость прогрева калильной головки до температуры 300—350 °C перед запуском, что занимало 10-15 минут при использовании открытого огня, или 1-2 минуты с электрической спиралью;
- Низкий КПД за счёт плохой продувки калоризатора свежим воздухом и низкой степени сжатия[9];
- Двигатель данной конструкции развивает максимальную мощность на более низких оборотах, чем традиционные дизельные двигатели, отсюда — сильные вибрации и малая удельная мощность. К тому же двигатель требует очень массивного маховика. Вместе с тем низкая скорость вращения в определённых областях техники может быть и достоинством, например, при применении двигателя в качестве судового;
- Высокая температура калильной головки поддерживается за счёт вспышек топлива в цилиндрах, поэтому данный тип двигателя не может работать длительное время без дополнительного подогрева при малой нагрузке и на холостых оборотах.
- При длительной работе на высоких нагрузках калильная головка может перегреваться, из-за чего увеличивается угол опережения зажигания, что приводит к снижению мощности и увеличению нагрузки на детали двигателя.

## Применение
Двигатели данного типа выпускались серийно до конца 1950-х годов и применялись как стационарные в сельскохозяйственной технике, в судостроении (в особенности на небольших рыболовных судах) и на маломощных электростанциях, а в первой половине XX века — на мотрисах и на тракторах небольшой мощности.
В 1940-х — 1950-х были попытки создания бензопил с полудизельным двигателем (норвежская пила Comet и шведская пила Jonsered Raket XA), но данные конструкции не получили распространения.
Именно таким двигателем оснащался один из первых советских тракторов — «Запорожец». Самый известный и один из наиболее успешных примеров применения такого двигателя — немецкий трактор «Ланц-Бульдог» (Lanz-Bulldog), выпускавшийся с 1920-х по 1960-е годы.